# Список мегалітичних пам'яток Європи
Список включає найбільші мегалітичні пам'ятки Європи.

## Британія

### Англія
- Біркрігг
- Boskednan Stone Circle
- Стріли Диявола
- Кастлріг
- Doll Tor
- Drizzlecombe
- Grey Wethers
- Hurlers
- Long Meg
- Nine Ladies
- Rollright Stones
- Rudston Monolith
- Северн-Котсуолдські гробниці
- Стентон-Дрю
- Стоунхендж
- Суінсайд
- Ейвбері

### Джерсі
- Джерсійські дольмени
- Ла-Хуг-Бі

### Північна Ірландія
- Aughlish
- Ballynoe Stone Circle
- Beaghmore
- Корік
- Драмскінні
- Legananny

### Уельс
- Барклодіад-і-Гаурес
- Брін-Келлі-Ді
- Carreg Coetan Arthur
- Pentre Ifan
- St Lythans
- Тінкінсвуд

### Шотландія
- Анстен
- Барнхауз
- Дворфі-Стейн
- Carlin stone
- Clach an Truiseil
- Драйбрідж
- Dupplin Cross
- Easter Aquhorthies
- Круг Бродгара
- Мегаліти Стеннеса
- Мідхау
- Неп-оф-Хауар
- Піктське каміння
- Stones of Scotland: Callanish — Callanish I, Callanish II, Callanish III, Callanish IV, Callanish VIII і Callanish X, Clach a Charridh
- Скара-Брей
- Sheldon Stone Circle
- Steinacleit
- Strichen Stone Circle

## Вірменія
- Зорац Карер

## Греція
- Гробниця Атрея

## Грузія

### Абхазія
- Ацангуара‎

## Ірландія
- Ардгрум
- Brownshill Dolmen
- Бру-на-Бойн
- Глантан-Іст
- Дромбег
- Кам'яне кільце Урага
- Камінь Туру
- Knocknakilla
- Карроукіл
- Карроумор
- Лох-Крю
- Міхамбі
- Дольмен Пулнаброн
- Ріск

## Іспанія
- Веррако
- Куева-де-Менгу
- Наклепу
- Талайот
- Таулов

## Італія

### Сардинія
- Гробниці велетнів
- Домус-де-Джанас
- Нурагі
- Сардинський зикурат

## Мальта
- Мегалітичні храми Мальти
  - Джгантія
  - Хаджар-Кім
  - Мнайдра
  - Та' Хаджрат
  - Скорба
  - Таршіен
- Хал-Сафліені

## Німеччина
- Альтендорф
- Голленштайн
- Кальденскій дольмен
- Лора
- Цюшенская гробниця
- Шпелленштайн

## Португалія
- Алмендріш
- Анта-де-Пендільє
- Анта-Гранде-ду-Замбужейру

## Росія
- Грім-камінь
- Мегаліти острова Віри
- Мегалітичний комплекс в селі Крівандіно

## Скандинавія
- Кам'яне кільце
- Кам'яна тура
- Клеккенде-Хьой
- Picture Stones

## Україна
- Межові камені
- Кам'яна могила
- Мергелева гряда

## Франція
- Барнене
- Бугонський некрополь
- Гаврін
- Гальярдо
- Карнакські камені
- Керзерхо
- Ла-Рош-о-Фе
- Табль-де-Маршан
- Філітоса